# 673rd Air Base Wing
Il 673rd Air Base Wing è uno stormo di base aerea della U.S.Pacific Air Forces. Il suo quartier generale è situato presso la Joint Base Elmendorf-Richardson, in Alaska.

## Organizzazione
Attualmente, al settembre 2017, esso controlla:
- 673rd Wing Staff Agencies
- 673rd Medical Group
  - 673d Aerospace Medicine Squadron
  - 673d Dental Squadron
  - 673d Medical Operations Squadron
  - 673d Medical Support Squadron
  - 673d Inpatient Operations Squadron
  - 673d Surgical Operations Squadron
- 673rd Mission Support Group
  - 673d Contracting Squadron
  - 673d Communications Squadron
  - 673d Security Forces Squadron
  - 673d Force Support Squadron
- 673rd Logistics Readiness Group
  - 673d Logistics Readiness Squadron
  - 773d Logistics Readiness Squadron
- 673rd Civil Engineer Group
  - 673d Civil Engineer Squadron
  - 773d Civil Engineer Squadron
- 673rd Comptroller Squadron